# Oroclita septentrionalis
Oroclita septentrionalis är en skalbaggsart som beskrevs av Jan Krikken 1982. Oroclita septentrionalis ingår i släktet Oroclita och familjen Cetoniidae. Inga underarter finns listade i Catalogue of Life.